# Eduardo Costa ao Vivo
Eduardo Costa ao Vivo é o primeiro álbum ao vivo do cantor brasileiro Eduardo Costa, lançado em 13 de abril de 2007 em CD e DVD pela Universal Music, sendo também o primeiro lançamento do cantor pela gravadora. Foi gravado em 1º e 2 de novembro de 2006 no Shopping Alta Vila, Belo Horizonte, Minas Gerais e contou com as participações especiais de Leonardo e da dupla Alan & Alex. A versão em DVD conta com uma regravação da canção "Linda Demais", da banda Roupa Nova.

## Faixas
| CD  |                                                             |         |  |
| N.º | Título                                                      | Duração |  |
| 1.  | "Não Preciso de Você"                                       |         |  |
| 2.  | "Me Apaixonei (A Primeira Vez que Eu te Vi)"                |         |  |
| 3.  | "Linda Demais"                                              |         |  |
| 4.  | "Na Saideira"                                               |         |  |
| 5.  | "Passou"                                                    |         |  |
| 6.  | "Minha Estrela Perdida" (ft. Alan & Alex)                   |         |  |
| 7.  | "Olhando nos Teus Olhos"                                    |         |  |
| 8.  | "A Gente se Enrosca"                                        |         |  |
| 9.  | "Separação" (ft. Leonardo)                                  |         |  |
| 10. | "Não Acredito"                                              |         |  |
| 11. | "Amor de Violeiro"                                          |         |  |
| 12. | "Me Engana que Eu Gosto"                                    |         |  |
| 13. | "Eu Quero Esse Amor"                                        |         |  |
| 14. | "Eu Sou Desejo, Você é Paixão (Right Here Waiting For You)" |         |  |
| 15. | "Cena de Um Filme"                                          |         |  |
| 16. | "Ilusão"                                                    |         |  |

| DVD |                                                             |         |  |
| N.º | Título                                                      | Duração |  |
| 1.  | "Abertura"                                                  |         |  |
| 2.  | "Não Preciso de Você"                                       |         |  |
| 3.  | "Eu Quero Esse Amor"                                        |         |  |
| 4.  | "Ilusão"                                                    |         |  |
| 5.  | "Acabou o Amor"                                             |         |  |
| 6.  | "Me Apaixonei (A Primeira Vez Que Eu te Vi)"                |         |  |
| 7.  | "Me Engana que Eu Gosto"                                    |         |  |
| 8.  | "Sofro e Choro / Tem que Ter Amor / Eu de Cá, Você de Lá"   |         |  |
| 9.  | "Quando o Amor é pra Valer"                                 |         |  |
| 10. | "Minha Estrela Perdida" (ft. Alan & Alex)                   |         |  |
| 11. | "Não Acredito"                                              |         |  |
| 12. | "Pagode em Brasília"                                        |         |  |
| 13. | "Instrumental de Viola"                                     |         |  |
| 14. | "Amor de Violeiro"                                          |         |  |
| 15. | "Eu Duvido"                                                 |         |  |
| 16. | "Que Sofrimento é Esse"                                     |         |  |
| 17. | "Olhando nos Teus Olhos"                                    |         |  |
| 18. | "Linda Demais"                                              |         |  |
| 19. | "Cena de Um Filme"                                          |         |  |
| 20. | "Separação" (ft. Leonardo)                                  |         |  |
| 21. | "Passou"                                                    |         |  |
| 22. | "Eu Sou Desejo, Você é Paixão (Right Here Waiting For You)" |         |  |
| 23. | "A Gente se Enrosca"                                        |         |  |
| 24. | "Na Saideira"                                               |         |  |
| 25. | "Coração Aberto"                                            |         |  |

## Certificações
| Data |  | País          | Certificação | Certificado de vendas      |
| ---- |  | ------------- | ------------ | -------------------------- |
| 2008 |  | Brasil - ABPD | Ouro         | 50,000 (CD) e 25,000 (DVD) |
| 2008 |  | Brasil - ABPD | Ouro         | 25,000                     |